# Archippo di Colossi
Archippo di Colossi (I secolo) è stato, secondo la tradizione, vescovo di Laodicea di Frigia, ed è venerato come santo dalle Chiese cristiane.
Discepolo di San Paolo, è citato in Lettera ai Colossesi e Lettera a Filemone ed è tradizionalmente considerato vescovo di Colossi.

## Culto
Il suo elogio si legge nel Martirologio romano al 20 marzo:
(Martirologio romano)